# Hartmut Günther (Psychologe)
Hartmut Günther (* 1944/1945 in Österreich) ist ein deutscher Psychologe.

## Werdegang
Günther studierte Psychologie an den Universitäten Hamburg und Marburg. Sein Studium setzte er am Albion College (Michigan) fort. Er erwarb einen Mastergrad in Experimenteller Psychologie an der Western Michigan University und promovierte in Sozialpsychologie an der University of California, Davis. Günther war an der Bundesuniversität Paraíba beschäftigt, bevor er 1988 an die Universität Brasília wechselte. Dort war er Ordinarius am Fachbereich für Sozial- und Arbeitspsychologie, bevor er 2015 emeritiert wurde.
Er ist seit dessen Gründung 1998 Präsident des Goethe-Zentrums Brasília.

## Ehrungen
- 2013: Verdienstkreuz am Bande der Bundesrepublik Deutschland